# Нельсон (Міссурі)
Нельсон (англ. Nelson) — місто (англ. city) в США, в окрузі Салін штату Міссурі. Населення — 152 особи (2020).

## Географія
Нельсон розташований за координатами 38°59′40″ пн. ш. 93°1′51″ зх. д. / 38.99444° пн. ш. 93.03083° зх. д. (38.994544, -93.030832).  За даними Бюро перепису населення США в 2010 році місто мало площу 0,85 км², уся площа — суходіл.

## Демографія
Згідно з переписом 2010 року, у місті мешкали 192 особи в 78 домогосподарствах у складі 51 родини. Густота населення становила 225 осіб/км².  Було 91 помешкання (107/км²).
Расовий склад населення:
| - 91,7 % — білих - 3,1 % — чорних або афроамериканців - 0,5 % — корінних американців - 0,5 % — азіатів |

До двох чи більше рас належало 4,2 %. Частка іспаномовних становила 1,0 % від усіх жителів.
За віковим діапазоном населення розподілялося таким чином: 26,0 % — особи молодші 18 років, 64,1 % — особи у віці 18—64 років, 9,9 % — особи у віці 65 років та старші. Медіана віку мешканця становила 40,8 року. На 100 осіб жіночої статі у місті припадало 100,0 чоловіків;  на 100 жінок у віці від 18 років та старших — 102,9 чоловіків також старших 18 років.
Середній дохід на одне домашнє господарство  становив 39 952 долари США (медіана — 38 750), а середній дохід на одну сім'ю — 45 352 долари (медіана — 39 643). За межею бідності перебувало 21,7 % осіб, у тому числі 23,3 % дітей у віці до 18 років та 0,0 % осіб у віці 65 років та старших.
Цивільне працевлаштоване населення становило 62 особи. Основні галузі зайнятості: виробництво — 19,4 %, освіта, охорона здоров'я та соціальна допомога — 17,7 %, інформація — 12,9 %, будівництво — 12,9 %.